# Hu Pei-wen
Hu Pei-wen (培文 胡; * 8. Oktober 1950) ist ein taiwanischer Bogenschütze.
Hu nahm an den Olympischen Spielen 1988 in Seoul teil. Er belegte Platz 31 in der Einzelwertung und wurde mit der Mannschaft 7.
1989 vertrat er sein Land bei den Outdoor-Weltmeisterschaften in Lausanne.